# Resolució 1242 del Consell de Seguretat de les Nacions Unides
La Resolució 1242 del Consell de Seguretat de les Nacions Unides fou adoptada per unanimitat el 21 de maig de 1999. Després de recordar totes les anteriors resolucions sobre Iraq, incloses les resolucions 986 (1995), 1111 (1997), 1129 (1997), 1143 (1997), 1153 (1998), 1158 (1998), 1175 (1998) i 1210 (1998) referides al Programa Petroli per Aliments, el Consell va ampliar les disposicions relatives a l'exportació de petroli i productes petrolífers iraquians suficients per produir petroli per uns 5,256 milions de dòlars estatunidencs en 180 dies més.
El Consell de Seguretat estava convençut de la necessitat d'una mesura temporal per proporcionar assistència humanitària al poble iraquià fins que el Govern de l'Iraq compleixi les disposicions de la Resolució 687 (1991) i hagués distribuït l'ajuda a tot el país per igual.
Actuant sota el Capítol VII de la Carta de les Nacions Unides, el Consell va ampliar el Programa Petroli per Aliments per un període addicional de 180 dies que començava a les 00:01 EDT el 25 de maig de 1999 amb les disposicions de la Resolució 1153 que resten vigents. El Consell va mantenir la quantitat màxima de petroli que Iraq podria exportar als 5.256 milions de dòlars dels EUA.
Finalment, es va demanar al secretari general Kofi Annan que informe al Consell abans del 30 de juny de 1999 sobre si l'Iraq va poder produir el valor del petroli de 5.256 milions de dòlars EUA per exportar i presentar una llista detallada dels equips que els països estaven proporcionant per ajudar a l'Iraq a augmentar les exportacions per finançar l'ajuda humanitària. També es va instruir a millorar el procés d'observació a l'Iraq per garantir que l'ajuda es distribuís per igual entre tots els segments de la població i que tot l'equip s'utilitzés com era autoritzat.